# Ostrý Grúň
Ostrý Grúň (ungarisch Élesmart – bis 1888 Osztrigrun, deutsch Franz) ist eine Gemeinde in der Mittelslowakei. Sie liegt im Vogelgebirge (Vtáčnik) und ist etwa 13 km von Žarnovica entfernt.
Der Ort wurde um 1700 erstmals schriftlich erwähnt. 1873 wurde der Ort zur Gemeinde Hrabičov zugeordnet und verblieb bei dieser bis 1951. Im Januar 1945 wurde das Dorf von der Partisanenabwehrgruppe 218 Edelweiß niedergebrannt. Die Einheit unterstand dem Major Erwein von Thun und Hohenstein und bestand aus Slowaken, Kaukasiern, Kosaken und Deutschen. Die Abwehrgruppe 218 unterstand der Frontleitstelle II Süd-Ost. Sie war seit der Übernahme der Abwehr durch die SS im Frühjahr 1944 der Abt. VI-S des Reichssicherheitshauptamtes unterstellt, namentlich Otto Skorzeny und wurde später in „SS-Jagdverband Süd-Ost“ umbenannt worden.

## Bevölkerung
| Jahr                | 1994 | 2004 | 2014     | 2024     |
| ------------------- | ---- | ---- | -------- | -------- |
| Anzahl der Personen | 590  | 590  | 483      | 546      |
| Unterschied         |      | +0 % | −18,13 % | +13,04 % |

| Jahr                | 2023 | 2024    |
| ------------------- | ---- | ------- |
| Anzahl der Personen | 545  | 546     |
| Unterschied         |      | +0,18 % |